# Taina Elg
Taina Elisabeth Elg (Helsínquia, 9 de março de 1930 – Helsínquia, 15 de maio de 2025) foi uma atriz e dançarina finlandesa-americana. Ela apareceu no palco, na televisão e no cinema.

## Vida e carreira
Elg nasceu em 1930 em Impilahti, Finlândia (atual Impilakhti, Rússia) ou Helsinque, e foi criada em Turku por seus pais, Helena Doroumova (descendente de russos) e Åke Elg (ou Ludwig), um pianista finlandês. Ela assinou contrato de sete anos com a Metro-Goldwyn-Mayer em meados da década de 1950. Em 1957, ganhou o Globo de Ouro pelo Foreign Newcomer Award - Female. Ela ganhou outro Globo de Ouro em 1958 por Melhor Atriz de Filme - Musical / Comédia por sua atuação em Les Girls, contracenando com Kay Kendall. 
Em 1958, foi nomeada para o Golden Laurel como Top New Personality Female. Em 1975, ela foi indicada ao Tony Award por sua atuação como Donna Lucia D'Alvadorez em Where's Charley?. Ela apareceu na produção original da Broadway de Nine como a mãe de Guido Contini. Em 1989, ela teve o papel principal como Lea in Chéri, de um romance de Colette adaptado por Anita Loos. Em 1980, ela interpretou a Dra. Ingrid Fischer na novela de teatro diurna da CBS Guiding Light. De 1980 a 1982, ela interpretou Olympia Buchanan, primeira esposa do magnata Asa Buchanan, na novela da ABC One Life to Live. Sua personagem, mantida prisioneira por Asa por meses, teve uma sequência de mortes memorável, caindo sobre uma varanda em uma festa a fantasia. 

### Vida pessoal
Seu filho, no seu primeiro casamento com Carl Björkenheim, que terminou em divórcio em 1958, é o guitarrista de jazz finlandês-americano Raoul Björkenheim. Em 1982, ela se casou novamente com Rocco Caporale, um educador italiano e professor de sociologia. Eles residiam na cidade de Nova York.  
Elg morreu no dia 15 de maio de 2025, aos 95 anos, numa casa de repouso de Helsínquia, Finlândia.

## Filmografia

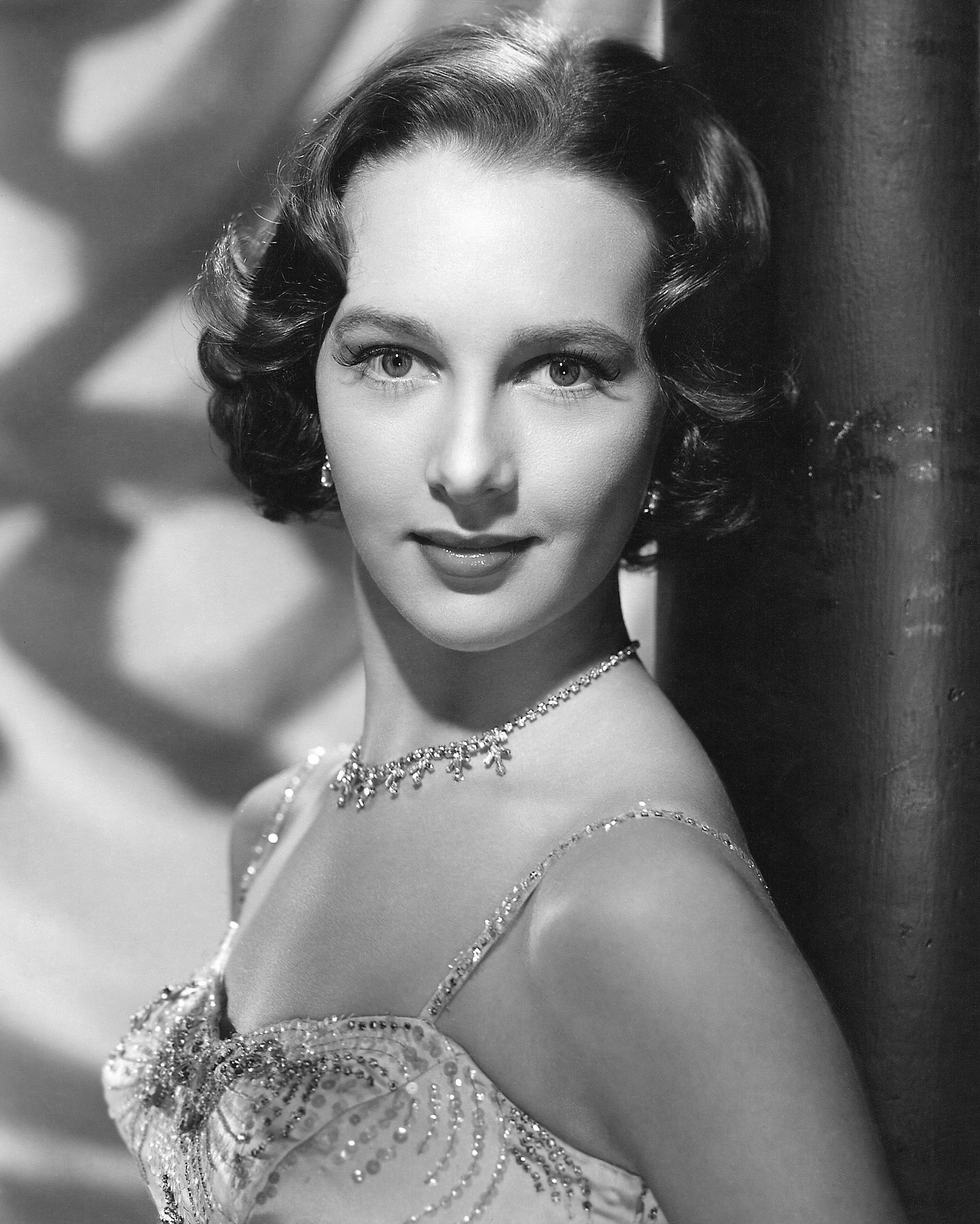
Taina Elg em 1955.

- The Prodigal (1955)
- Diane (1956)
- Gaby (1956)
- Les Girls (1957)
- Imitação Geral (1958)
- Os 39 Passos (1959)
- Watusi (1959)
- Os Bacchantes (1961)
- Hércules em Nova York (1970)
- Liebestraum (1991)
- O Espelho Tem Duas Faces (1996)
- Kummelin Jackpot (2006)

## Aparições no palco
- Olhe para os lírios
- Two By Two (turnê nacional nos EUA)
- Nove
- Cadê o Charley?
- A Glória Total de Morrissey Hall
- A Little Night Music (na Austrália)
- Chéri por Colette off-Broadway, Nova York 1989